# چندلر هارپر
چندلر هارپر (انگلیسی: Chandler Harper؛ ۱۰ مارس ۱۹۱۴ – ۸ نوامبر ۲۰۰۴) یک گلف‌باز بود.